# Atletiek in Suriname
Atletiek kwam in Suriname in de 19e eeuw op tijdens volksspelen. De atletieksport professionaliseerde zich vanaf het begin van de 20e eeuw met de beoefening door padvinders en militairen. De Surinaamse Atletiek Bond werd opgericht in 1948 en is aangesloten bij een aantal organisaties, waaronder het Surinaams Olympisch Comité (SOC) en de International Association of Athletics Federations (IAAF). De grootste atleet uit de Surinaamse geschiedenis is Letitia Vriesde.

## Geschiedenis

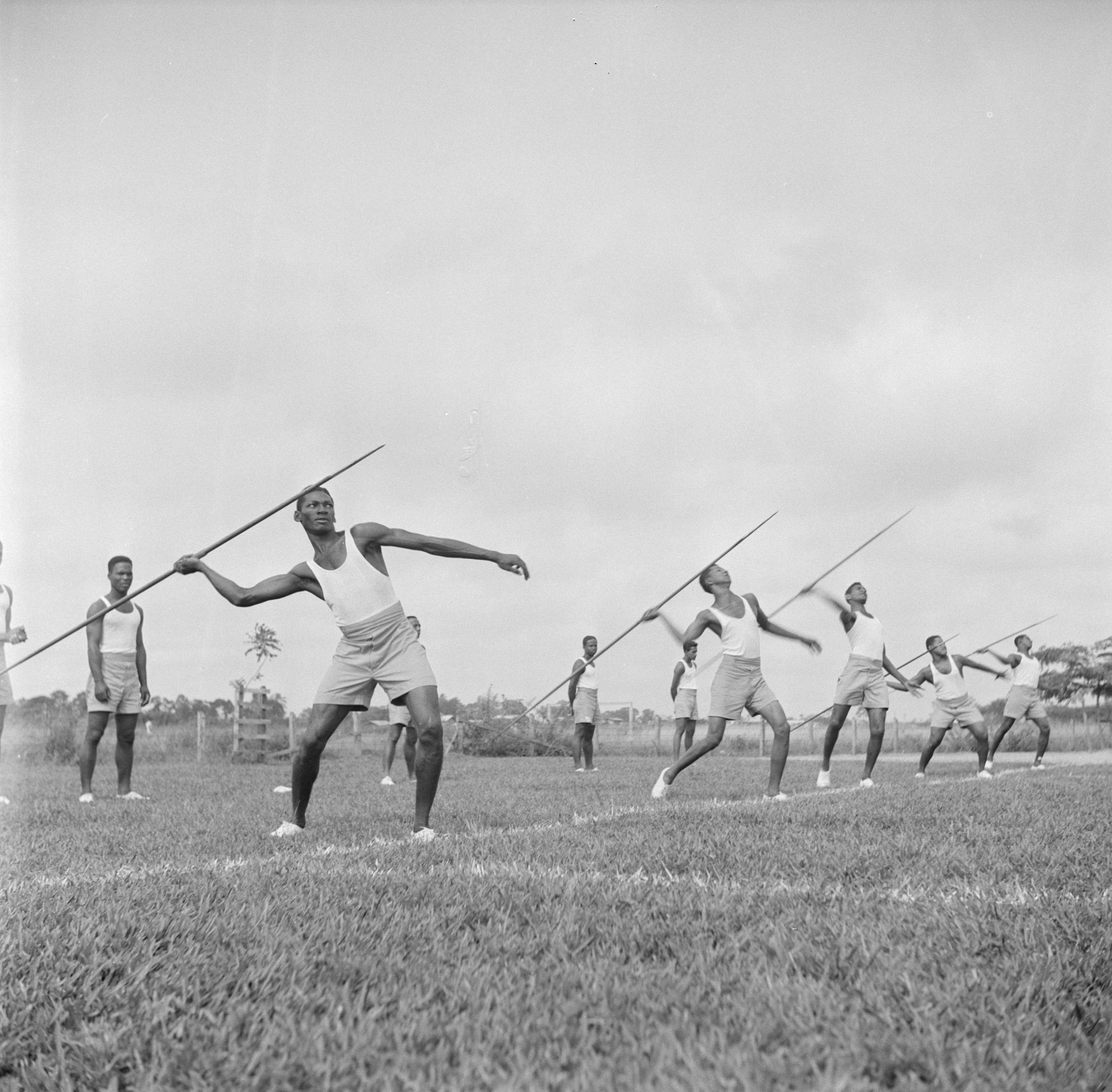
Speerwerpen op de politieschool, 1955

### Eerste ontwikkelingen
In de 19e eeuw werden op het Gouverneursplein (nu Onafhankelijkheidsplein) terugkerend volksspelen georganiseerd waar eerste vormen van atletiek werden beoefend, zoals mastklimmen en hardlopen. Hiervoor werd ook prijzengeld beschikbaar gesteld. Tussen 1909 en 1921 werd de atletieksport opgepakt door padvinders en militairen met het doel om een goede conditie te verkrijgen. Slechts een enkele maal werd er ook een wedstrijd gehouden, zoals tijdens de Emancipatieviering op 1 juli 1913 door de padvinders, met wedstrijden hardlopen (100 en 400 meter), hardlopen met hindernissen, verspringen en (polstok)hoogspringen. Op 25 augustus 1921 werden de eerste atletiekwedstrijden georganiseerd door militairen op het toenmalige patronaatterrein. In de decennia erna waren er vaker atletiekwedstrijden waarbij het aantal wedstrijdonderdelen toenam.

### Professionalisering
In december 1948 werd er toegewerkt naar atletiekwedstrijden in de maand erna waaraan alle atletiekverenigingen van Suriname zouden gaan deelnemen. Een vergadering hierover op 23 december was zo succesvol dat besloten werd de week erop nog een vergadering te houden. Tijdens die vergadering, op 30 december 1948, werd de Surinaamse Atletiek Bond opgericht. Een belangrijke impuls voor de oprichting vormden de prestaties van de Nederlandse atlete Fanny Blankers-Koen op de Olympische Zomerspelen van dat jaar. De nationale wedstrijden werden uiteindelijk gehouden op 3 maart 1950 en georganiseerd door de vereniging Spes Patriae.
In november 1950 nam Suriname voor het eerst deel aan internationale wedstrijden. Deze vonden plaats op Curaçao en waren succesvol voor de Surinaamse ploeg die vier gouden, vier zilveren en vier bronzen medailles mee naar huis nam. Op 31 augustus en 1 september 1953 vond voor het eerst een internationale atletiekwedstrijd in Suriname plaats. Deze werd gehouden in het Suriname Stadion (nu André Kamperveenstadion) en bezocht door atleten uit Guyana, Barbados en Trinidad.
Terwijl de coronacrisis in Suriname en de rest van de wereld atletiekwedstrijden in 2020 bemoeilijkte, streden Surinaamse atleten vanuit eigen land mee in de Virtuele Massa Race.

## Atleten
De grootste atleet uit de Surinaamse geschiedenis is Letitia Vriesde, met Zuid-Amerikaanse records op de 800, 1000 en 1500 meter in- en outdoor en op de 3000 meter indoor. Verder verbrak ze alle nationale records tussen de afstanden 400 en 10.000 meter. Ze behaalde zilver tijdens de WK 1995 en brons tijdens de WK indoor 1995 en de WK 2001. In 2016 werd ze opgenomen in de Sport Hall of Fame die gevestigd is in het gebouw van het Surinaams Olympisch Comité in Paramaribo. Mireille Sankatsing vestigde in de jaren 1980 bij elkaar dertien records als junior, waarmee ze het record verbrak van Hugo Fernandes-Mendes die er twaalf had.
Hardlopers in de jaren 2010 zijn onder meer Ilsida Toemere, Irene Tijndal, Miguel van Assen, Ronaldinho Pinas en Ifrish Alberg.

## Surinaamse records
De volgende lijst is niet compleet en mogelijk niet actueel:
- Hoogspringen 2,05 meter: Tichani Sake (2020)
- Kogelstoten 17,02 meter in Paramaribo: Janique Pallees (2021)
- kogelstoten: 14,52 meter: Alicia Grootfaam (2024)
- Marathon, mannen: 2:31:48 uur: Janiek Pomba (2022)
- Halve marathon, mannen: 1:13:33 uur: Janiek Pomba (2022)